# Lijst van Stolpersteine in Hillegersberg-Schiebroek

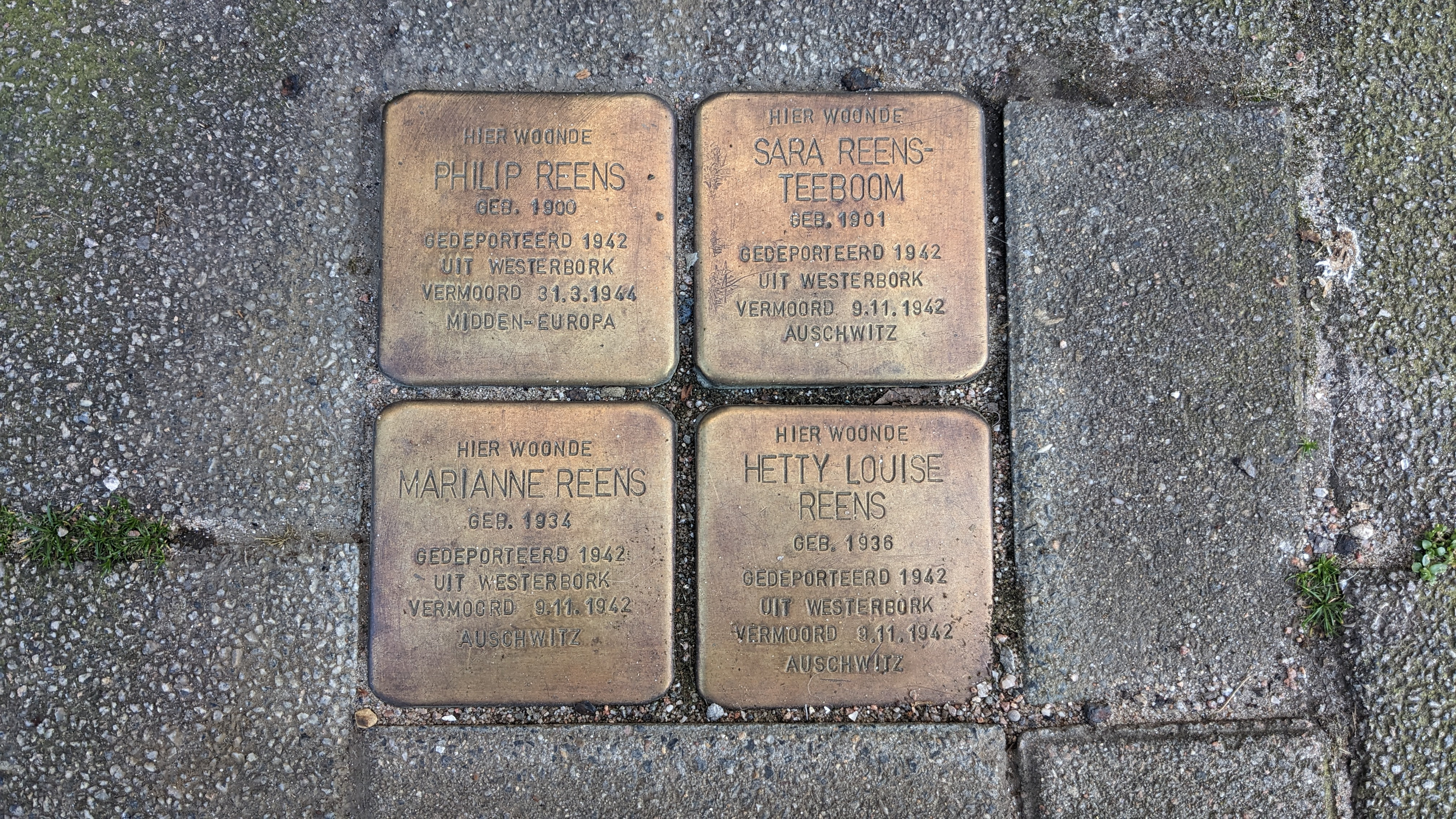
Stolpersteine voor de familie Reens

De Lijst van Stolpersteine in Hillegersberg-Schiebroek geeft een overzicht van de gedenkstenen zijn geplaatst in Hillegersberg-Schiebroek in het kader van het Stolpersteine-project van de Duitse beeldhouwer-kunstenaar Gunter Demnig. Hillegersberg-Schiebroek is een gebied in het noorden van de gemeente Rotterdam. Omdat het Stolpersteine-project doorloopt, kan deze lijst onvolledig zijn.
Stolpersteine zijn opgedragen aan slachtoffers van het nationaalsocialisme, al diegenen die zijn vervolgd, gedeporteerd, vermoord, gedwongen te emigreren of tot zelfmoord gedreven door het nazi-regime. Demnig legt voor elk slachtoffer een aparte steen, meestal voor de laatste zelfgekozen woning.

## Stolpersteine
In Hillegersberg-Schiebroek liggen 34 Stolpersteine op elf adressen.
| Afbeelding | Inscriptie | Adres                                                             | Herdachte persoon                           |
| ---------- | --- | ----------------------------------------------------------------- | ------------------------------------------- |
|            | HIER WOONDE KAATJE CATS-OLMAN GEB. 1863 GEDEPORTEERD 1942 UIT WESTERBORK VERMOORD 15-10-1942 AUSCHWITZ         | Erasmussingel 50c Hillegersberg-Schiebroek                        | Kaatje Cats-Olman (1863-1942)               |
|            | HIER WOONDE ABRAHAM COHEN GEB. 1917 GEDEPORTEERD 1942 UiT WESTERBORK VERMOORD 30-9-1942 AUSCHWITZ              | Adrianalaan 165 Hillegersberg-Schiebroek                          | Abraham Cohen (1917-1942)                   |
|            | HIER WOONDE GERRIT COHEN GEB. 1920 GEDEPORTEERD 1942 UiT WESTERBORK VERMOORD 30-9-1942 AUSCHWITZ               | Adrianalaan 165 Hillegersberg-Schiebroek                          | Gerrit Cohen (1920-1942)                    |
|            | HIER WOONDE JACOB LEVIE COHEN GEB. 1894 GEDEPORTEERD 1942 UiT WESTERBORK VERMOORD 30-9-1942 AUSCHWITZ          | Adrianalaan 165 Hillegersberg-Schiebroek                          | Jacob Levie Cohen (1894-1942)               |
|            | HIER WOONDE LEENTJE COHEN-NAARDEN GEB. 1921 GEDEPORTEERD 1942 UiT WESTERBORK VERMOORD 30-9-1942 AUSCHWITZ      | Adrianalaan 165 Hillegersberg-Schiebroek                          | Leentje Cohen-Naarden (1921-1942)           |
|            | HIER WOONDE REBECCA COHEN-NAARDEN GEB. 1895 GEDEPORTEERD 1942 UiT WESTERBORK VERMOORD 30-9-1942 AUSCHWITZ      | Adrianalaan 165 Hillegersberg-Schiebroek                          | Rebecca Cohen-Naarden (1895-1942)           |
|            | HIER WOONDE SOPHIA COHEN-QUERIDO GEB. 1924 GEDEPORTEERD 1942 UiT WESTERBORK VERMOORD 30-9-1942 AUSCHWITZ       | Adrianalaan 165 Hillegersberg-Schiebroek                          | Sophia Cohen-Querido (1924-1942)            |
|            | HIER WOONDE ABRAHAM VAN DANTZIG GEB. 1869 GEDEPORTEERD 1943 AUSCHWITZ VERMOORD 19.2.1943                       | Jan van Ghestellaan 28 Hillegersberg-Schiebroek                   | Abraham van Dantzig (1869-1943)             |
|            | HIER WOONDE ANNA VAN DANTZIG- DE KADT GEB. 1879 GEDEPORTEERD 1943 AUSCHWITZ VERMOORD 19.2.1943                 | Jan van Ghestellaan 28 Hillegersberg-Schiebroek                   | Anna van Dantzig-de Kadt (1879-1943)        |
|            | HIER WOONDE ANDRIES HESSEL FRENKEL GEB. 1919 GEDEPORTEERD 1944 MIDDEN-EUROPA VERMOORD 31.7.1944                | Burgemeester Le Fèvre de Montignylaan 26 Hillegersberg-Schiebroek | Andries Hessel Frenkel (1919-1944)          |
|            | HIER WOONDE ANNA ELISABETH FRENKEL GEB. 1920 GEDEPORTEERD 1944 AUSCHWITZ VERMOORD 31.7.1944                    | Burgemeester Le Fèvre de Montignylaan 26 Hillegersberg-Schiebroek | Anna Elisabeth Frenkel (1920-1944)          |
|            | HIER WOONDE HESSEL FRENKEL GEB. 1891 GEDEPORTEERD 1944 AUSCHWITZ VERMOORD 6.3.1944                             | Burgemeester Le Fèvre de Montignylaan 26 Hillegersberg-Schiebroek | Hessel Frenkel (1891-1944)                  |
|            | HIER WOONDE ELISABETH ANNA FRENKEL-VAN OS GEB. 1891 GEDEPORTEERD 1944 AUSCHWITZ VERMOORD 6.3.1944              | Burgemeester Le Fèvre de Montignylaan 26 Hillegersberg-Schiebroek | Elisabeth Anna Frenkel-van Os (1891-1944)   |
|            | HIER WOONDE IZAAK VAN GELDER GEB. 1864 GEDEPORTEERD 1943 SOBIBOR VERMOORD 30.4.1943                            | Juliana van Stolberglaan 71 Hillegersberg-Schiebroek              | Izaak van Gelder (1864-1943)                |
|            | HIER WOONDE MARIANNE VAN GELDER- VAN DANTZIG GEB. 1874 GEDEPORTEERD 1943 SOBIBOR VERMOORD 30.4.1943            | Juliana van Stolberglaan 71 Hillegersberg-Schiebroek              | Marianne van Gelder-van Dantzig (1874-1943) |
|            | HIER WOONDE JACOB VAN GELDEREN GEB. 1888 GEDEPORTEERD 1944 UIT WESTERBORK VERMOORD 15.10.1944 AUSCHWITZ        | C.N.A. Looslaan 18 Hillegersberg-Schiebroek                       | Jacob van Gelderen (1888-1944)              |
|            | HIER WOONDE BETJE VAN GELDEREN-CATS GEB. 1887 GEDEPORTEERD 1944 UIT WESTERBORK VERMOORD 15.10.1944 AUSCHWITZ   | C.N.A. Looslaan 18 Hillegersberg-Schiebroek                       | Betje van Gelderen-Cats (1887-1944)         |
|            | HIER WOONDE BERNHARD WOLFGANG HELLMANN GEB. 1903 GEDEPORTEERD 1943 UIT WESTERBORK VERMOORD 2.4.1943 SOBIBOR    | Merellaan 21 Hillegersberg-Schiebroek                             | Bernhard Wolfgang Hellmann (1903-1943)      |
|            | HIER WOONDE IRENE HELLMANN- REDLICH GEB. 1882 GEDEPORTEERD 1944 UIT WESTERBORK VERMOORD 6.3.1944 AUSCHWITZ     | Merellaan 21 Hillegersberg-Schiebroek                             | Irene Hellmann-Redlich (1882-1944)          |
|            | HIER WOONDE HENRIETTE JUDIC KNAP-SCHNITZLER GEB. 1873 GEDEPORTEERD 1942 AUSCHWITZ VERMOORD 15.10.1942          | Berglustlaan 7 Hillegersberg-Schiebroek                           | Henriette Judic Knap-Schnitzler (1873-1942) |
|            | HIER WOONDE JONAS NAARDEN GEB. 1893 GEDEPORTEERD 1943 UiT WESTERBORK VERMOORD 31-3-1944 AUSCHWITZ              | Adrianalaan 165 Hillegersberg-Schiebroek                          | Jonas Naarden (1893-1944)                   |
|            | HIER WOONDE JONAS NAARDEN GEB. 1893 GEDEPORTEERD 1943 UiT WESTERBORK VERMOORD 31-3-1944 AUSCHWITZ              | Adrianalaan 165 Hillegersberg-Schiebroek                          | Jonas Naarden (1893-1944)                   |
|            | HIER WOONDE ENGELTJE NAARDEN- BARENDSE GEB. 1896 GEDEPORTEERD 1943 UiT WESTERBORK VERMOORD 10-9-1943 AUSCHWITZ | Adrianalaan 165 Hillegersberg-Schiebroek                          | Engeltje Naarden-Barendse (1896-1943)       |
|            | HIER WOONDE HETTY LOUISE REENS GEB. 1936 GEDEPORTEERD 1942 UIT WESTERBORK VERMOORD 9.11.1942 AUSCHWITZ         | Straatweg 68a Hillegersberg-Schiebroek                            | Hetty Louise Reens (1936-1942)              |
|            | HIER WOONDE MARIANNE REENS GEB. 1934 GEDEPORTEERD 1942 UIT WESTERBORK VERMOORD 9.11.1942 AUSCHWITZ             | Straatweg 68a Hillegersberg-Schiebroek                            | Marianne Reens (1934-1942)                  |
|            | HIER WOONDE PHILIP REENS GEB. 1900 GEDEPORTEERD 1942 UIT WESTERBORK VERMOORD 31.3.1944 MIDDEN-EUROPA           | Straatweg 68a Hillegersberg-Schiebroek                            | Philip Reens (1900-1944)                    |
|            | HIER WOONDE SARA REENS- TEEBOOM GEB. 1901 GEDEPORTEERD 1942 UIT WESTERBORK VERMOORD 9.11.1942 AUSCHWITZ        | Straatweg 68a Hillegersberg-Schiebroek                            | Sara Reens-Teeboom (1901-1942)              |
|            | HIER WOONDE LEENDERT BENJAMIN VALK GEB. 1903 GEDEPORTEERD 1944 UIT WESTERBORK VERMOORD 8.2.1945 MAUTHAUSEN     | Berglustlaan 36 Hillegersberg-Schiebroek                          | Leendert Benjamin Valk (1903-1945)          |
|            | HIER WOONDE DAVID VILBACH GEB. 1892 GEDEPORTEERD 1942 UIT WESTERBORK VERMOORD 28.2.1943 AUSCHWITZ              | Jan van Ghestellaan 29 Hillegersberg-Schiebroek                   | David Vilbach (1892-1943)                   |
|            | HIER WOONDE FREDDIJ VILBACH GEB. 1923 GEDEPORTEERD 1942 UIT WESTERBORK VERMOORD 28.2.1943 AUSCHWITZ            | Jan van Ghestellaan 29 Hillegersberg-Schiebroek                   | Freddij Vilbach (1923-1943)                 |
|            | HIER WOONDE SALOMON (KIK) VILBACH GEB. 1921 GEDEPORTEERD 1942 UIT WESTERBORK VERMOORD 31.3.1944 MIDDEN-EUROPA  | Jan van Ghestellaan 29 Hillegersberg-Schiebroek                   | Salomon Vilbach, ook Kik (1921-1944)        |
|            | HIER WOONDE ROSETTE VILBACH-BLOM GEB. 1898 GEDEPORTEERD 1942 UIT WESTERBORK VERMOORD 22.10.1942 AUSCHWITZ      | Jan van Ghestellaan 29 Hillegersberg-Schiebroek                   | Rosette Vilbach-Blom (1898-1942)            |

## Data van plaatsingen
- 2011: Berglustlaan 7, Burgemeester Le Fèvre de Montignylaan 26, Jan van Ghestellaan 28, Juliana van Stolberglaan 71
- 2012: Nieuwe Kerkstraat 22b
- 2014: Jan van Ghestellaan 29, Straatweg 68a
- 4 mei 2017: Merellaan 21
- 8 maart 2019: C.N.A. Looslaan 18

Tijdens de verificatiefase in mei 2023 waren de volgende Stolpersteine niet aanwezig vanwege bouwwerkzaamheden:
- Berglustlaan 64 of 214a: Duifje Hertzberger-de Raaij
- Nieuwe Kerkstraat 22b: Eduard Gabriël Vigeveno, Hans Richard Vigeveno, Johanna Vigeveno, Joseph Vigeveno, Sophia Rosa Vigeveno-Levij